# Antonio Preto
Antonio Preto (Valdagno, 30 aprile 1965 – Negrar, 3 novembre 2016) è stato un funzionario, avvocato e politico italiano presso il Parlamento europeo e la Commissione europea, e poi commissario dell'AGCOM.

## Biografia
Laureato in Giurisprudenza all'Università di Bologna nel 1988, nel 1992 si abilita alla professione di avvocato.
Nel 1983 si iscrive alla Democrazia Cristiana. Tra la fine degli anni ottanta e i primi anni novanta è stato vice-segretario regionale dei giovani DC del Veneto e consigliere e assessore al comune di Valdagno.
Dal 1992 al 2007 lavora a Bruxelles per il gruppo PPE/DE al Parlamento europeo: dapprima come consigliere responsabile della commissione Agricoltura e dal 1994 della commissione Giuridica e per il Mercato interno. Nello stesso periodo svolge le funzioni di consigliere del presidente della commissione, rispettivamente Carlo Casini, Ana Palacio e Giuseppe Gargani. Contemporaneamente dal 2006 al 2007 lavora come amministratore principale presso la direzione generale per le relazioni con i gruppi politici del Parlamento europeo e poi come membro del gabinetto del Presidente del Parlamento europeo Hans-Gert Pöttering.
Dal 2002 al 2003 è anche membro della Commissione del Ministero della giustizia italiano per la riforma delle professioni liberali, "Commissione Vietti".
Dal 2008 al 2012 collabora, in qualità di capo di gabinetto, con Antonio Tajani, commissario europeo e vicepresidente della Commissione europea Barroso I e II. Da marzo 2012 a luglio 2012 riveste la carica di Consigliere del Segretario Generale del Parlamento Europeo Klaus Welle.
Nelle istituzioni dell'Unione europea si è occupato, in particolare, di regolazione e politiche europee in materia di libera prestazione dei servizi e libertà di stabilimento, concorrenza, comunicazioni elettroniche, commercio elettronico, diritto d'autore nella società dell'informazione, protezione dei consumatori, industria e innovazione tecnologica. Ha inoltre seguito casi di privatizzazioni ed acquisizioni di primarie società europee e di contenzioso comunitario. Ha partecipato al dibattito sui temi dell'integrazione europea e sul futuro dell'Unione. Ha seguito da vicino gli sviluppi della Convenzione per il Trattato Costituzionale, il processo d'allargamento, le problematiche del mercato interno, il dibattito sulla governance economica, l'evoluzione delle libere professioni in Italia e in Europa ed il rapporto fra il libero mercato e la costruzione europea.
Nel corso della sua carriera ha collaborato con l'ex Ministro per la Pubblica Amministrazione e l'Innovazione Renato Brunetta, con il quale è nata una fiorente pubblicistica.

### Commissario dell'AGCOM
Il 6 giugno 2012 è stato eletto dal Senato della Repubblica Commissario dell'Autorità per le garanzie nelle comunicazioni (AGCOM) con 94 voti.
Nel 2016 è stato relatore del documento Indagine conoscitiva concernente lo sviluppo delle piattaforme digitali e dei servizi di comunicazione elettronica - I consumer communications services, pubblicato da AGCOM. Tra le conclusioni di tale indagine vi è la proposta di rimodulazione della definizione di ECS (Electronic Communication Services), con l'equiparazione tra applicazioni che forniscono servizi di messaggistica istantanea e/o VOIP (definiti «operatori OTT», Over the Top) e aziende di telecomunicazione, definite «operatori di rete»: ne consegue l'ipotesi che i primi siano remunerati per l’utilizzo delle proprie infrastrutture da parte dei secondi, al fine di promuovere gli investimenti nelle reti e così sostenere l’ingente quantità di traffico che i servizi a valore aggiunto generano e il suggerimento di una regolamentazione più stringente per gli operatori OTT (gestione dei dati personali, garanzia dell'accesso ai servizi di emergenza).
Nonostante le conclusioni dell'indagine siano state criticate da più fonti esse appaiono in linea con l'orientamento della Commissione europea che presenterà a settembre una proposta per riformare le norme che regolano le telecomunicazioni, con l’obiettivo da un lato di aumentare la protezione del consumatore, con una maggiore tutela della privacy e della sicurezza, ma anche di assicurare che la legislazione non porti a «una distorsione della concorrenza».

### Pubblicazioni e collaborazioni con le università
Ha collaborato, da docente esterno, alle attività didattiche di diversi atenei tra i qual l'Università Bocconi, l'Università Statale di Milano, l'Università degli Studi di Padova, l'Università degli Studi di Roma Tor Vergata e l'Università di Bologna. Nel 2000 è stato anche visiting professor di diritto comunitario e diritto internazionale dell'economia presso l'Università Malaya di Kuala Lumpur.
È autore di libri sull'Unione europea e di articoli e interventi sul diritto europeo pubblicati su giornali e riviste, quali la Rivista Italiana di Diritto Pubblico Comunitario, Diritto Pubblico Comparato ed Europeo, Contratto e Impresa/Europa, Il Sole 24 Ore e Il Riformista.
È autore di numerose pubblicazioni in materia di diritto europeo dell'economia e diritto istituzionale. Nel 2000 si è aggiudicato due prestigiosi premi di saggistica per il volume "Il Nordest in Europa. Le nuove sfide di un successo storico" edito da Marsilio (1999), quali il Premio “Salotto veneto”, promosso dall'Associazione Salotto Veneto di Padova (2º classificato), e il premio “Iglesias”, promosso dall'Associazione culturale “Lao Silesu” di Iglesias (1º classificato).

## Opere
- Antonio Preto, In principio è la rete. Suggestioni comunicative per una società connessa, Marsilio 2014
- Antonio Preto, L'Europa che vorrei, Rubbettino, 2006
- Antonio Preto, Renato Brunetta, Quindici più dieci. Il difficile cammino dell'integrazione europea, Marsilio 2004
- Antonio Preto, Le libere professioni in Europa. Regole e concorrenza per il mercato globale, EGEA 2001
- Antonio Preto, Il Nordest in Europa. Le nuove sfide di un successo storico, Marsilio 1999